# Morava (Słowenia)
Morava – wieś w Słowenii, w gminie Kočevje. W 2018 roku liczyła 125 mieszkańców.